# السفر بين المجرات

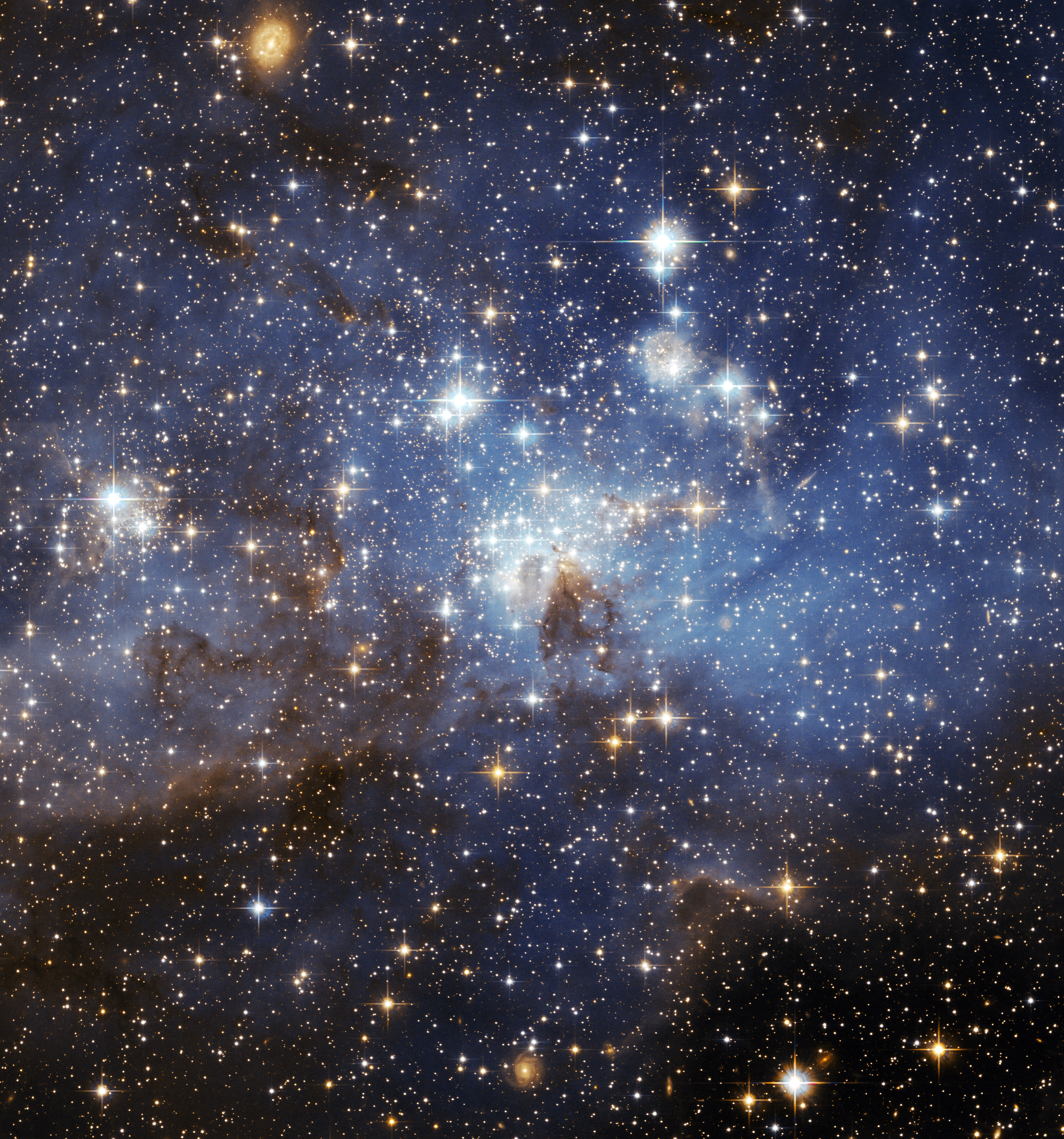
النجوم في سحابة ماجلان الكبرى، مجرة قزمة تبعد 160 ألف سنة ضوئية وهي ثالث أقرب مجرة لنا.

السفر بين المجرات هي: الرحلة التي تقطعها مركبة ما في الفضاء بين المجرات من مجرة إلى أخرى، ونظراً للمساحات الشاسعة بين مجرتنا درب التبانة وأقرب جيرانها من المجرات (مئات ألوف أو ملايين السنوات الضوئية) فإن رحلة كهذه ستكون من الناحية التقنية أصعب بكثير من السفر بين النجوم، وذلك بسبب المسافات الشاسعة بين المجرات مقارنة بالمسافات بين النجوم.
إن التكنولوجيا المطلوبة لرحلة كهذهِ بعيدة عن الإمكانات البشرية الحالية، وفي الوقت الحاضر هي رحلة تخيلية حبيسة التأملات والفرضيات والخيال العلمي.
على الرغم من ذلك، فمن ناحية علمية لا يمكن القول أن هذه الرحلة مستحيلة، بل في الحقيقة توجد عدة تصورات وطرق للقيام بها، ويوجد حاليا بعض الباحثين الذين يدرسون السفر بين المجرات كمسألة جدية.

## صعوبات السفر بين المجرات
المسافات الشاسعة: نظراً لبعد المسافات بين المجرات، فإن أي محاولة للسفر ستتطلب استخدامات لدفع المركبات في الفضاء أبعد مما يتوفر حالياً وذلك لدفع المركبة الفضائية لسرعات تقارب سرعة الضوء.
محدودية سرعة الضوء: استناداً إلى الفهم الحالي للفيزياء، لا يمكن لأي جسم في الزمكان أن يصل إلى سرعة الضوء فكيف يمكن الوصول إلى سرعة أعلى منها، وبالتالي ستجهض أي محاولة للسفر إلى مجرات أخرى تستغرق ملايين السنين الأرضية عبر المعايير الحالية.
الملاحة: هنالك صعوبة أخرى تتمثل في توجيه المركبة الفضائية إلى المجرة المستهدفة ومن ثم إلى النجم أو الكوكب المطلوب، ذلك لأن هذه العملية تتطلب فهماً كاملاً للحركة الكونية للمجرات وهذا لم يتحقق بشكل كامل لحد الآن.
الاتصالات: إن صعوبة الإتصال تستوجب المراجعة، حتى وإن تم إرسال مركبة غير مأهولة أي إتصال بينها وبين الكوكب الأم أو أي جسم آخر سوف يكون في حدود سرعة الضوء مما يتطلب مئات الألوف أو الملايين من السنين لقطع المسافات الشاسعة بينهما، وبالتالي حتى وإن توفرت التقنية المطلوبة لإرسال مركبة فضاء إلى مجرة أخرى فيبدو أنه لا توجد طريقة لإرسال المعلومات واستلامها منها بسرعة أعلى من سرعة الضوء.
إن الحل الوحيد لهذه الصعوبة يمكن في إيجاد وسائل لنقل المعلومات تفوق سرعة الضوء مثل: الثقب الدودي

## أقرب المجرات
تقع مجرتنا درب التبانة في مجموعة من المجرات تدعى المجموعة المحلية، الرسمان البيانيان في الأسفل يوضحان الجزء من مجرتنا الذي يقع ضمن 500 ألف سنة ضوئية والجزء الذي تقع فيه مجرتنا ضمن المجموعة المحلية.

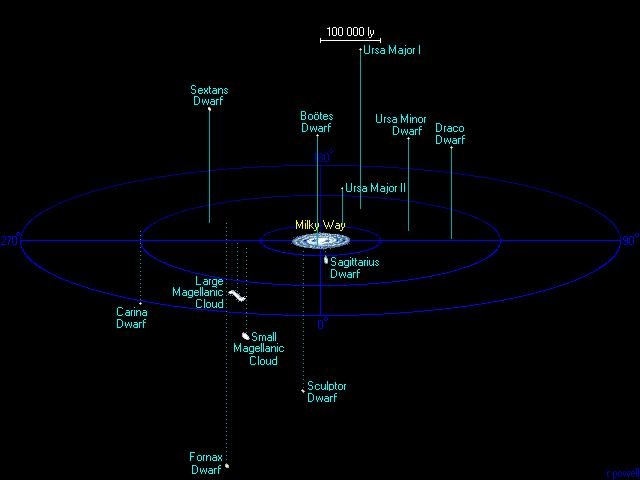
رسم بياني للمجرات المدارية لدرب التبانة.

رسم بياني للمجموعة المحلية.

## وسائل ممكنة
محطة الطريق - النجوم بين المجرية
الفضاء بين المجرات ليس خالياً تماماً بل يحتوي على النجوم بين المجرات، دراسة تطرح أنه على الأقل 0.05% من جميع النجوم هي «نجوم تائهة», دراسة أكثر حداثة تطرح أن نصف النجوم الموجودة هي نجوم بين مجرية، هذه النجوم قد تستخدم كمحطة على الطريق بين المجرات على غرار «الجزيرة المأمولة» في القرون الوسطى.
رحلة مدتها فائقة الطول

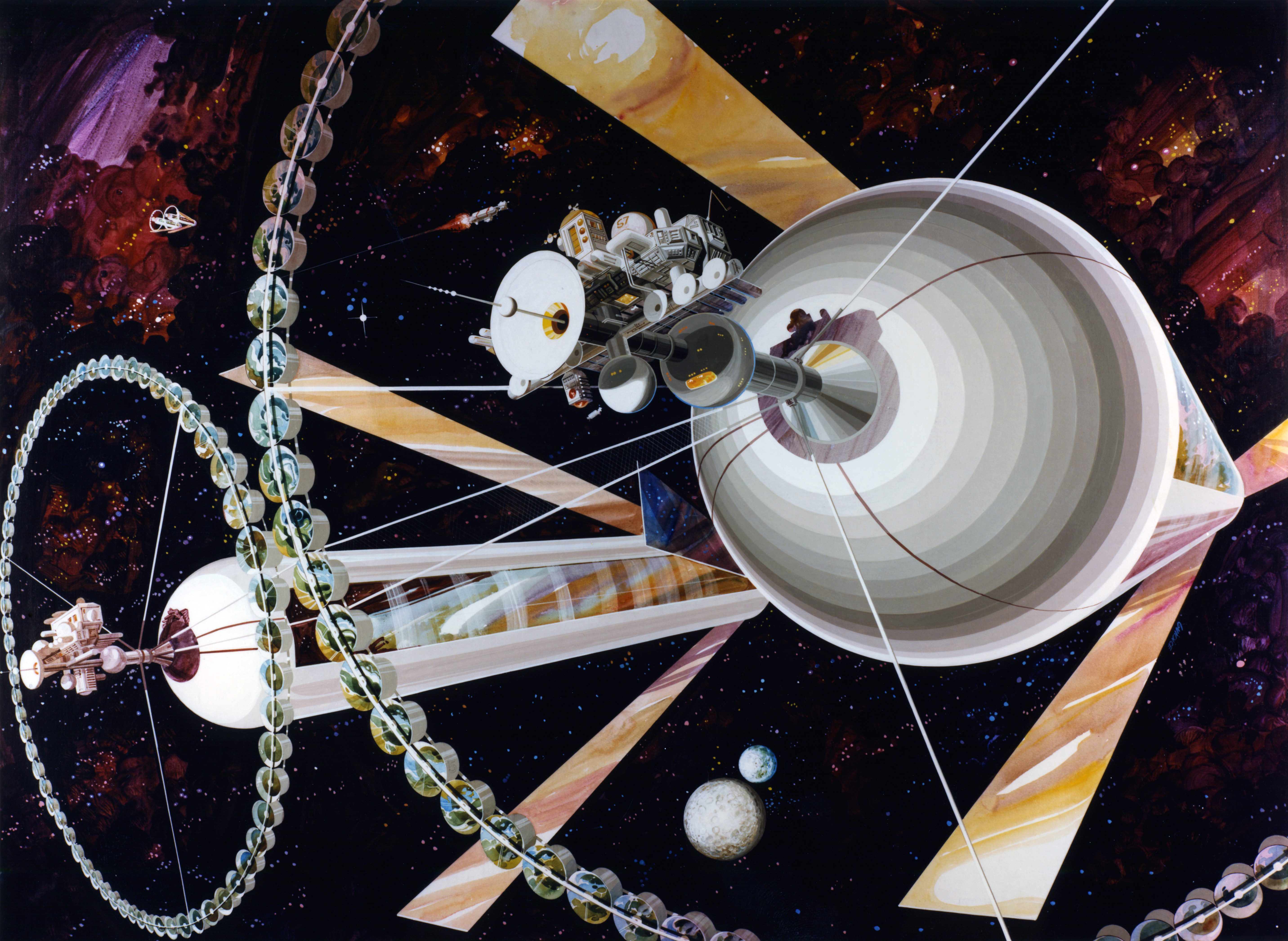
رسام يصف إسطوانتان عبر رسم تخيلي لإسطوانة أونيل

الرحلة إلى المجرات في سرعات تحت ضوئية ستسغرق ما بين مئات ألوف السنين إلى ملايين السنين، حتى تاريخه لا يوجد سوى تصميم واحد فقط قد تم بناؤه ليوافي المواصفات المطلوبة
المشكلة الأساسية هي هندسة سفينة تكون قيد العمل لأزمنة جيولوجية، هكذا أدوات لم تصنع بعد ولم يتم حتى تصميم أو صناعة أي شيء يقارب الاعتمادية والجودة المطلوبة لهذه السفينة.
السفينة قد تبنى من قطع قد تدوم كل الفترة المطلوبة أو قد تكون السفينة محتوية على قدرات تستطيع من خلالها أن تصنع قطع الغيار المطلوبة وتقوم بعمل صيانة ذاتية لنفسها، قد تكون السفينة تحت قيادة الذكاء الاصطناعي بحيث يكون مبرمجاً للقيام بالأعمال الضرورية اللازمة للسفينة وركابها بينما تمخر الفضاء للوجهة المطلوبة.
النجوم فائقة السرعة
طرحت الفكرة نظرياً عام 1988, وتم رصدها عام 2005, توجد نجوم في مجرتنا سرعتها في أكبر من سرعة الإفلات المطلوبة لدرب التبانة وهي في طريقها للخروج إلى الفضاء بين المجرات، توجد عدة نظريات لسبب هذه الظاهرة أحدها هو ثقب أسود فائق الضخامة في مركز درب التبانة يقذف النجوم من المجرة بمعدل مرة كل مئة ألف سنة، نظرية أخرى تقترح أن السبب هو انفجار مستعر أعظم في نظام نجمي ثنائي.
تبلغ سرعة هذه النجوم حوالي 3.000كم/ثانية (1% من سرعة الضوء)، حديثاً (نوفمبر 2014) النجوم التي تسير بسرعات جزئية من سرعة الضوء قد تم افتراضها على أساس طرق عددية تدعى (النجوم فائقة السرعة شبه النسبية) عن طريق الكُتاب، هذه النجوم يتم قذفها عبر اندماج ثقبان أسودان فائقي الضخامة في مجرتين متصادمتين، ويظن الكُتاب أنها ستكون قابلة للرصد في المقرابات القادمة.
العملية تتم عبر إدخال المركبة أو الجسم إلى مجال جاذبية هذا النجم فائق السرعة ومن ثم البقاء في المدار إلى حين الوصول إلى الهدف المطلوب.
المحركات النجمية
طريقة أخرى تتمثل في إعادة توجيه نجم ما إلى المجرة المطلوبة عن طريق نظرية المحرك النجمي.
تمدد الزمن
بينما يستغرق الضوء قرابة 2.54 مليون سنة لكي يعبر الفضاء بين الأرض ولنقل مجرة المرأة المسلسلة، ستكون المدة أقصر بكثير من نقطة المشاهدة لركاب السفينة عند سرعات قريبة من سرعة الضوء وذلك ناتج عن تمدد الزمن، الوقت المحسوس للركاب سيكون معتمداً على مقدار السرعة التي تسير بها المركبة (وهو في كل الأحوال أقل من سرعة الضوء) وعلى المسافة التي تقطعها المركبة (تقلص الأطوال).
وبالتالي السفر بين المجرات ممكن نظرياً لكن من نقطة المشاهدة للركاب فقط وذلك كما أسلفنا بسبب أن مضي الوقت لديهم سيكون أقصر بكثير من مضيه لدى السكان في كوكب الأرض.
طرق محتملة أسرع من الضوء
مشغل الكيوبير هو الأكثر عمليةً وإن كان افتراضية فهي عالية المصداقية، وبالتالي يعد مبدأ جدير بالدراسة لأغراض السفر بسرعات أكبر من سرعة الضوء (السفينة بحد ذاتها لن تسير بسرعة أعلى من الضوء ولكن الفضاء المحيط بها هو من سيفعل ذلك)، هذا من ناحية نظرية قد يسمح بسفر بين المجرات أكثر اعتمادية وقابلية للتطبيق، لا توجد حتى اللحظة طريقة معروفة لإنشاء موجة فضائية مشوهة لكي يعمل هذا المبدأ، ومع ذلك مقاييس المعادلة تذعن للنسبية ولحد سرعة الضوء.

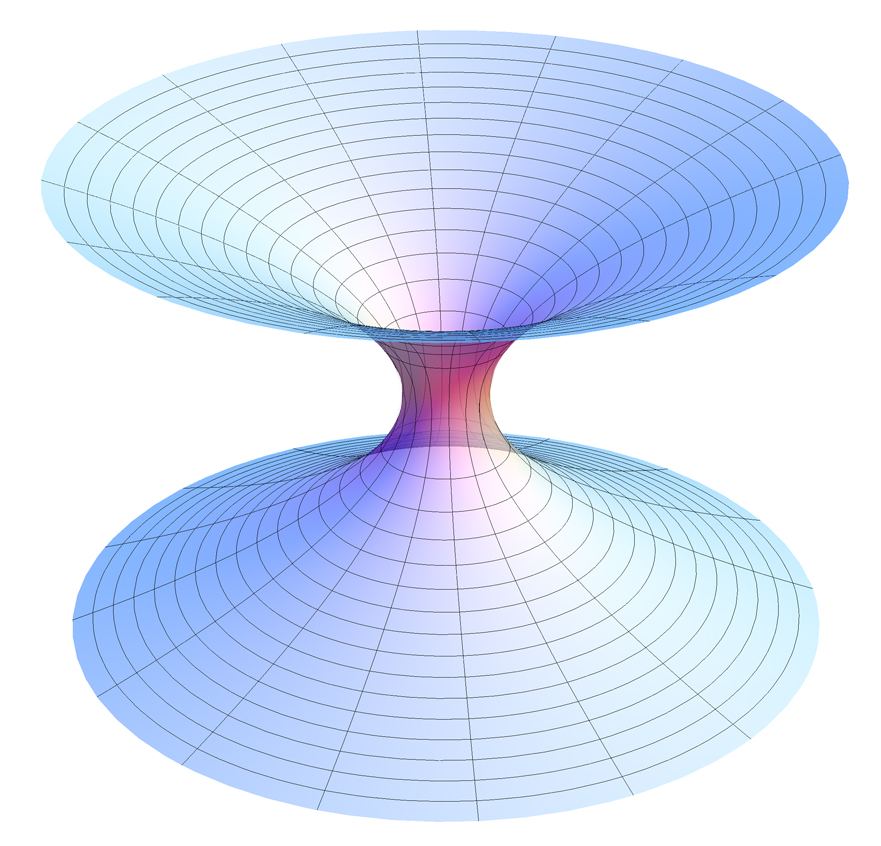
رسم تضميني لثقب شوارزشيلد.

الطريقة العملية الأخرى هي الثقب الدودي.وهي عبارة عن ممرات داخلية موجودة في قلب الثقب الأسود وهي افتراضية ولم يتم رصدها حتى الآن وذلك لصعوبة مشاهدة ورصد ما يحدث في داخل الثقب الأسود، وهي قد تسمح لمن يدخل بها بأن يخرج من ناحية أخرى في الكون أو في زمان آخر أو حتى في كون آخر.